# ميليان غوفيداريكا
ميليان غوفيداريكا هو لاعب كرة قدم بوسني في مركز الوسط، ولد في 26 مايو 1994 في سراييفو في البوسنة والهرسك. شارك مع منتخب البوسنة والهرسك تحت 21 سنة لكرة القدم. أما مع النوادي، فقد لعب مع نادي سلوبودا توزلا.

## وصلات خارجية
- ميليان غوفيداريكا على موقع الاتحاد الأوربي (الإنجليزية)
- ميليان غوفيداريكا على موقع قاعدة بيانات كرة القدم.إي يو (الإنجليزية)
- ميليان غوفيداريكا على موقع Soccerway.com (الإنجليزية)